# Амурский областной комитет КПСС
Амурский областной комитет КПСС — руководящий партийный орган областной организации Коммунистической партии Советского Союза, существовавший в Амурской области с 1948 по 1991 год. Являлся высшим органом  областной организации КПСС между областными конференциями КПСС. Образован вместе с областью на части территории бывшего Дальневосточный края в октябре 1932 года (в 1938 году область вошла в состав Хабаровского края), с августа 1948 года – в качестве областной организации отдельного региона РСФСР. Располагался в областном центре – городе Благовещенске. Амурский обком партии имел свой печатный орган – газету «Амурская правда». Работали советско-партийная школа, открывшаяся в 1923 году и Дом партийного просвещения.
Комитет избирался областными конференциями КПСС. Занимался реализацией решений областных конференций, организацией и утверждением районных партийных организаций Амурской области, выполнением решений ЦК партии. Подчинялся (до 1990 года) Центральному комитету КПСС ( с 1990 – ЦК коммунистической партии РСФСР).
Для повседневного руководства работой областной партийной организации обком избирал бюро, а для рассмотрения текущих вопросов и проверки их исполнения создавал секретариат. На пленумах комитетов утверждались также председатели партийных комиссий, заведующие отделами этих комитетов, редакторы партийных газет и журналов. Для рассмотрения текущих вопросов и проверки их исполнения создавался секретариат. Пленум областного комитета созывался не реже одного раза в четыре месяца.
Высшим должностным лицом областной организации КПСС являлся первый секретарь, избиравшийся на пленуме областного комитета КПСС по предложению секретариата Центрального Комитета КПСС. Кандидатуры второго (как правило, отвечал за организационные вопросы) и третьего секретарей (как правило, отвечал за идеологические вопросы) согласовывались также с секретариатом ЦК КПСС.
Обком КПСС отвечал за проведение политики партии в области, вёл политическую и организаторскую работу по выполнению всеми государственными и общественными организациями директив и решений партии, указаний её Центрального комитета, проводил идеологическую работу, руководил работой Советов депутатов трудящихся, профсоюзов, комсомола и других организаций, а также средств массовой информации через работающих в них коммунистов, решал социально-экономические задачи, контролировал деятельность учреждений науки, культуры, образования, занимался подбором и расстановкой руководящих кадров, организацией учреждений партии в пределах области.

## Первые секретари
- 1932—1933 — Михалько, Иван Кириллович
- 1933—1933 — Верный, Владимир Александрович
- 1933—1937 — Иванов, Василий Савельевич
- 1937—1937 — Косокин, Куприян Кириллович
- 1937—1938 — Макагонов, Семён Алексеевич
- 1938—1940 — Истомин, Владимир Михайлович
- 1940—1942 — Горнов, Николай Александрович
- 1942—1943 — Румянцев, Сергей Степанович
- 1943—1947 — Спиридонов, Алексей Михайлович
- 1947—1948 — Майоров, Николай Васильевич
- 1948—1952 — Васильев, Фёдор Романович
- 1952—1956 — Собенин, Аркадий Иванович
- 1956—1957 — Игнатов, Степан Андреевич
- 1957—1964 — Морозов, Пётр Иванович
- 1964—1985 — Авраменко, Степан Степанович
- 1985—1990 — Шарин, Леонид Васильевич
- 1990—1991 — Шилов, Владимир Николаевич

## Вторые секретари
- 1933—1933 — Верный, Владимир Александрович
- 1933—1934 — Каплан, Ефим Борисович
- ?—1937 — Косокин, Куприян Кириллович

- 1945—1947 — Патлай, Иннокентий Акимович

- 1949—1949 — Игнатов, Степан Андреевич
- ?—1952 — Собенин, Аркадий Иванович

- 1958—1960 — Иванов, Владимир Николаевич
- 1960—1962 — Лавунов, Пётр Павлович

- 1967—1971 — Димов, Радий Иванович

- 1974—1984 — Маврин, Иван Филиппович
- 1984—1986 — Федин, Василий Максимович

- 1988—1990 — Шилов, Владимир Николаевич
- 1989—1990 — Урбанчик, Борис Борисович